# Raiffeisenbank Leezen

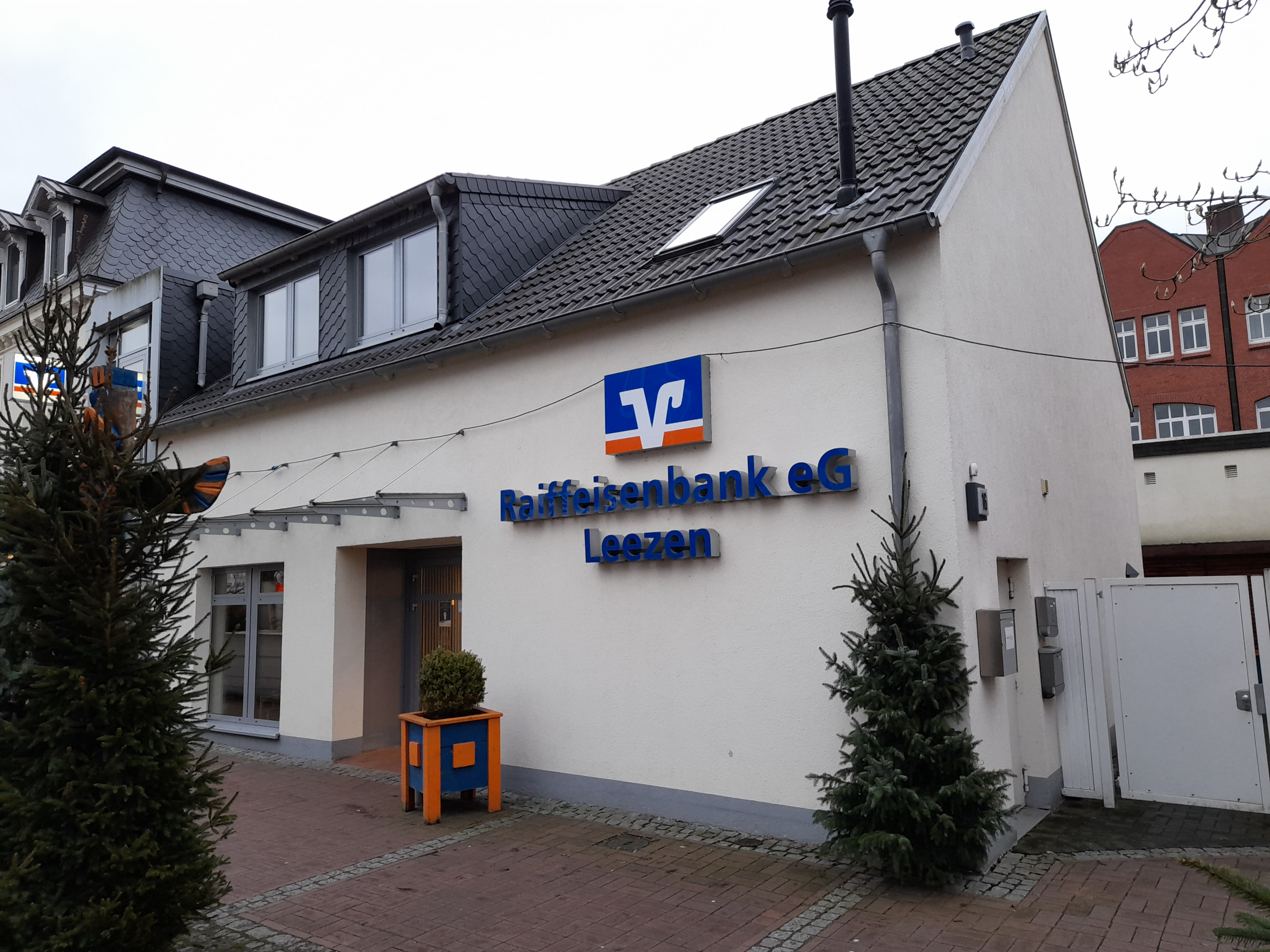
Raiffeisenbank Leezen, Filiale in Bad Segeberg (2021)

Die Raiffeisenbank eG (im Außenauftritt Raiffeisenbank eG Leezen) ist eine Genossenschaftsbank mit Sitz in der schleswig-holsteinischen Gemeinde Leezen im Kreis Segeberg.

## Geschichte
Die heutige Raiffeisenbank eG wurde am 7. März 1901 gegründet – der Gründungsname lautete: „Spar- und Darlehenskasse eGmbH Leezen“. Damals war das angestrebte Ziel, die Kreditnot im Dorf zu beseitigen und die Unabhängigkeit für Bauern, Bürger, Handwerker und Freiberufler zu ermöglichen. Im Jahr 1983 wurde mit dem Bau des Bankgebäudes in Leezen, Hamburger Straße 30, begonnen, wohin auch das „Geldgeschäft“ nach Fertigstellung verlagert wurde. Bis 1999 blieb das inzwischen aufgegebene Warengeschäft in der Raiffeisenstraße 7 in Leezen. Hierzu gehörten die inzwischen abgerissenen markanten Silotürme, welche bis ins Jahr 2022 das Ortsbild von Leezen prägten.

### Stammbaum
Der Stammbaum der Raiffeisenbank eG. Angegeben ist der zum Zeitpunkt der Verschmelzung geführte Name.
- Raiffeisenbank eG, Leezen (bis 1973 Spar- und Darlehnskasse eGmbH, Leezen)
  - Spar- und Darlehnskasse eGmbH, Kükels (bis 1963)
  - Spar- und Darlehnskasse eGmbH, Neversdorf (bis 1963)
  - Spar- und Darlehnskasse eGmbH, Groß Niendorf (bis 1969)
  - Spar- und Darlehnskasse eGmbH, Bebensee (bis 1972)
  - Raiffeisenbank eG, Bark (bis 1982)
    - Dreschgenossenschaft eGmbH, Bark (bis 1966)

  - Raiffeisenbank eG, Oering (bis 1986)
    - Spar- und Darlehnskasse eGmbH, Nahe (bis 1965)
    - Spar- und Darlehnskasse eGmbH, Seth (bis 1968)
    - Spar- und Darlehnskasse eGmbH, Sievershütten (bis 1968)
    - Spar- und Darlehnskasse eGmbH, Stuvenborn (bis 1972)

  - Raiffeisenbank eG, Sülfeld (bis 1987)
    - Raiffeisenbank eG, Grabau (bis 1980)

  - Raiffeisenbank eG, Fahrenkrug (bis 1990)
    - Spar- und Darlehnskasse eGmbH, Negernbötel (bis 1968)
    - Spar- und Darlehnskasse eGmbH, Daldorf (bis 1968)
    - Spar- und Darlehnskasse eG, Groß Rönnau (bis 1976)

  - Raiffeisenbank eG Schlamersdorf, Seedorf-Schlamersdorf (bis 1996)
    - Raiffeisenbank eG, Tensfeld (bis 1983)
      - Spar- und Darlehnskasse eGmbH, Blunk (bis 1973)

    - Spar- und Darlehnskasse eG, Tarbek (bis 1983)

  - Kreditbank Segeberg eG, Bad Segeberg (bis 2005)

## Rechtsverhältnisse
Die Raiffeisenbank eG ist im Genossenschaftsregister beim Amtsgericht Kiel unter GnR 200 SE eingetragen.

## Organisationsstruktur
Rechtsgrundlagen sind das Genossenschaftsgesetz und die durch die Vertreterversammlung beschlossene Satzung. Organe der Bank sind der Vorstand, der Aufsichtsrat und die Vertreterversammlung. Diese besteht aus den gewählten Mitgliedern der Bank, die die anderen Mitglieder vertreten.

## Sicherungseinrichtung
Die Raiffeisenbank eG ist der amtlich anerkannten Sicherungseinrichtung des Bundesverbandes der Deutschen Volksbanken und Raiffeisenbanken GmbH und der zusätzlichen freiwilligen Sicherungseinrichtung des Bundesverbandes der Deutschen Volksbanken und Raiffeisenbanken e.V. angeschlossen.

## Geschäftsausrichtung
Die Raiffeisenbank eG betreibt das Universalbankgeschäft. Im Verbundgeschäft arbeitet sie mit der DZ Bank, R+V Versicherung, Bausparkasse Schwäbisch Hall, Teambank, VR Smart Finanz, DZ Hyp, Münchener Hypothekenbank und der Union Investment zusammen.

## Geschäftsgebiet
Das Geschäftsgebiet liegt im mittleren Südes des Kreises Segeberg und befindet zu einem kleinen Teil im Kreis Stormarn. Das Geschäftsgebiet ist seit der Gründung durch Fusionen/Verschmelzungen historisch gewachsen.
An diesen Orten betreibt die Bank Filialen:
- Leezen (Hauptstelle, jur. Sitz)
- Bad Segeberg (1 Geschäftsstelle + 1 SB-Geschäftsstelle)
- Nahe (Geschäftsstelle)
- Wahlstedt (Geschäftsstelle)
- Stuvenborn (SB-Geschäftsstelle)
- Sülfeld (SB-Geschäftsstelle)
- Schlamersdorf (SB-Geschäftsstelle)